# Getoar Selimi
Getoar Selimi, ps. Geti, Ghetto Geasy (ur. 3 lipca 1982 w Prisztinie) - kosowski raper, założyciel zespołu muzycznego Tingulli 3.

## Życiorys
W 2016 roku otrzymał albańskie obywatelstwo.

## Teledyski[1]
| Rok  | Teledysk           |
| ---- | ------------------ |
| 2012 | N'prishtine        |
| 2013 | E nxonme           |
| 2014 | MMV                |
| 2015 | Ta du majmunin     |
| 2015 | Tirana Lifestyle   |
| 2015 | S'jena mo          |
| 2016 | Bs                 |
| 2016 | Ajo                |
| 2017 | Birthday           |
| 2017 | Bisha me 2 koka    |
| 2018 | Dashni me raki     |
| 2018 | Paris Milano       |
| 2018 | Ghetto Geasy       |
| 2018 | Mori               |
| 2019 | Amante             |
| 2019 | Vamos              |
| 2019 | Malena             |
| 2019 | Moti               |
| 2020 | Zhytem (Je T'aime) |
| 2020 | Hajde te baba      |
| 2021 | Para para          |
| 2021 | Anidamo            |
| 2021 | Mekati jem         |

## Życie prywatne
Od 2017 roku jest w związku małżeńskim z Mariną Vjollcą, z którą ma córkę, Marget (ur. 24 listopada 2021).